# Jönköping (gemeente)
Jönköping is een Zweedse gemeente in Småland. De gemeente behoort tot de provincie Jönköpings län. Ze heeft een totale oppervlakte van 1924,97 km² en telde 143.415 inwoners in 2021. De gemeente ligt aan de zuidkant van het Vättermeer, het op een na grootste meer van Zweden.

## Ontstaan
De huidige gemeente Jönköping werd gevormd tijdens de gemeentelijke hervorming van 1971 door de stad Jönköping, de stad Huskvarna, de stad Gränna en Norrahammar köping, evenals de provinciegemeenten Bankeryd, Lekeryd, Månsarp, Norra Mo, Skärstad, Tenhult en Visingsö, de plaats op het gelijknamige eiland in het Vättermeer en de parochie Norra Unnaryds, gelegen in de provincie Södra Mo.
Het originele gemeentewapen van Jönköping werd behouden. De oorsprong van de afbeelding die een burcht met 3 torens bevat kent zijn oorsprong van een zegel uit de 15de eeuw.

## Plaatsen
In de onderstaande tabel staan de plaatsen in de gemeente. De bevolkingscijfers dateren van 31 december 2015
| #  | Plaats     | Inwoneraantal |
| -- | ---------- | ------------- |
| 1  | Jönköping  | 93 797        |
| 2  | Bankeryd   | 8 506         |
| 3  | Taberg     | 4 486         |
| 4  | Tenhult    | 3 112         |
| 5  | Gränna     | 2 726         |
| 6  | Odensjö    | 2 646         |
| 7  | Kaxholmen  | 1 561         |
| 8  | Lekeryd    | 788           |
| 9  | Bottnaryd  | 717           |
| 10 | Kortebo    | 512           |
| 11 | Skärstad   | 433           |
| 12 | Ölmstad    | 401           |
| 13 | Örserum    | 356           |
| 14 | Tunnerstad | 322           |
| 15 | Öggestorp  | 238           |
| 16 | Gisebo     | 204           |
| 17 | Ryd        | 200           |

## Bevolking
De bevolking in Jönköping kent een vrij constante groei sinds halverwege de jaren 1980.
Tabel Bevolkingsomvang in duizendtallen, vanaf de gemeentelijke herindeling in 1971, en prognose van 2025 tot 2032.
| Jaar                                                                                         | 1970    | 1975    | 1980    | 1985    | 1990    | 1995    | 2000    | 2005    | 2010    | 2015    | 2020    |
| -------------------------------------------------------------------------------------------- | ------- | ------- | ------- | ------- | ------- | ------- | ------- | ------- | ------- | ------- | ------- |
| Inwonertal                                                                                   | 107 698 | 108 500 | 107 561 | 107 362 | 111 486 | 115 429 | 117 095 | 120 965 | 127 382 | 133 310 | 140 167 |
| Bron: https://www.scb.se/hitta-statistik/statistik-efter-amne/miljo/markanvandning/tatorter/ |         |         |         |         |         |         |         |         |         |         |         |

Op 31 december 2014 telde met 26 886 inwoners met een buitenlandse achtergrond (personen in het buitenland geboren of met 2 ouders die in het buiten land geboren zijn) zijnde 20,35% van de bevolking.